# Esquirol volador de Bartels
L'esquirol volador de Bartels (Hylopetes bartelsi) és una espècie de rosegador de la família dels esciúrids. És endèmic del mont Pangrango, a l'oest de Java (Indonèsia). El seu hàbitat natural són els boscos primaris. Es desconeix si hi ha cap amenaça significativa per a la supervivència d'aquesta espècie.
Aquest tàxon fou anomenat en honor del naturalista i propietari de plantacions neerlandès Max Eduard Gottlieb Bartels.